# Ghost
Ghost je švedski heavy metal sastav osnovan 2006. godine u Linköpingu. Grupa je 2010. godine objavila demouradak koji je sadržavao tri pjesme, zatim singl "Elizabeth" na sedmoinčnoj gramofonskoj ploči i na koncu svoj debitantski studijski album, Opus Eponymous. Album je bio nominiran za nagradu Grammis i naširoko hvaljen te je proslavio skupinu. Njegov je drugi studijski album, odnosno prvi koji je objavila veća diskografska kuća, Infestissumam, bio objavljen 2013. godine i našao se na prvom mjestu švedske ljestvice albuma, osvojivši i nagradu Grammis za najbolji hard rock/metal album. Ghost je 2015. godine objavio Melioru, svoj treći studijski album; Meliora je zadobila pohvale kritičara i našla se na prvom mjestu švedske ljestvice albuma, ali i osmom mjestu ljestvice u SAD-u. Glavni je singl s tog albuma, "Cirice", 2016. godine grupi prisvojio nagradu Grammy za najbolju metal izvedbu.
Ghost je izrazito prepoznatljiv zbog svojih ekscentričnih nastupa. Pet od šest članova grupe, njeni 'bezimeni zlodusi', nose gotovo identične kostime koji im prekrivaju lica. Najistaknutiji je član njezin pjevač, poznat pod imenom 'Papa Emeritus', koji nosi protetsku masku na kojoj je bojama za lice naslikana lubanja i kojeg se može opisati "demonskim antipapom." Svaki je novi album donio promjenu u izgledu članova skupine. Iako je pjevač sve do 2018. godine bio uglavnom prikazivan kao isti prvobitni lik, bile su prisutne blage promjene u izgledu, pa čak i promijenjene osobnosti u usporedbi s prethodnim likovima. Međutim, pjevač u doba albuma Prequelle više nije utjelovljivao lik Pape Emeritusa, nego Cardinala Copie.
Pravi su identiteti članova sastava bili anonimni do 2017. godine, kad ih je petero bivših članova otkrilo pa je njih četvero tužilo pjevača Tobiasa Forgea potvrđujući njegov pravi identitet.

## Povijest

### Osnivanje iOpus Eponymous
Ghost je nastao 2006. godine, kad je budući frontmen Tobias Forge napisao pjesmu "Stand by Him". Izjavio je: "Rekao sam da je ovo vjerojatno najbolji heavy metal rif ikad ... Kad mi je došao refren, proganjao me u snovima. Svaki put kad bih uzeo gitaru u ruke, svirao bih tu melodiju, a kad sam pisao tekst, činilo se kao da pjesma traži sotonističke stihove." Forge je tada kontaktirao sa svojim bivšim kolegom iz sastava Repugnant, Gustafom Lindströmom, i zamolio ga da zajedno snime tu pjesmu. Početkom 2008. ta su dvojica ušla u studio kako bi snimila tri pjesme: "Stand by Him," "Prime Mover" i "Death Knell". Nakon toga Forge je rekao Lindströmu: "Ovo zasigurno ne zvuči kao da su to snimila dva tipa koji izgledaju poput tebe i mene". Tako je Forge odlučio da bi trebali postati anonimni "teatralni sastav" i koristiti se svojom ljubavi prema horor filmovima i "tradiciji skandinavskog metala" kako bi stvorili imidž skupine. Dok bi ostali članovi grupe nosili crne halje s kapuljačama i nazivali se "bezimenim zlodusima" (izvorno "Nameless Ghouls"), ime Forgeova lika bilo bi "Papa Emeritus" te bi nosio papinsku odjeću, a njegovo bi lice bilo obojano tako da podsjeća na lubanju. Forge je tada za skupinu odabrao ime Ghost. Izvorno Forge nije planirao postati pjevač te je htio samo svirati gitaru. Ponudio je mjesto pjevača Messiahu Marcolinu, Matsu Levénu, Christeru Göranssonu i JB-u Christofferssonu, ali svi su ga odbili. Zbog toga je Forge postao pjevač sastava. Forge je 12. ožujka 2010. objavio prve tri Ghostove pjesme na MySpaceu i unutar dva dana javile su mu se diskografske kuće i menadžeri koji su željeli raditi s grupom.
Ghost - Elizabeth

Ghost je proveo nekoliko tjedana u podrumskom studiju u svojem rodnom gradu Linköpingu, gdje je snimao svoj debitantski album. U lipnju 2010. sastav je objavio svoj prvi singl, "Elizabeth". Ghostov je debitantski album, Opus Eponymous, 18. listopada 2010. godine objavila nezavisna diskografska kuća Rise Above Records. Album se pojavio na 50. mjestu švedske ljestvice Sverigetopplistan, dobio je pohvale kritičara, a 2011. godine bio je nominiran i za nagradu Grammis u kategoriji "najbolji hard rock album". Ghost je održao svoj prvi koncert 23. listopada 2010. na festivalu Hammer of Doom u Würzburgu, Njemačkoj.
Ghost je podržao gothic metal grupu Paradise Lost na njezinoj turneji "Draconian Times MMXI" u travnju 2011. Skupina je 29. svibnja na festivalu Maryland Deathfest prvi put nastupila u SAD-u. Dana 11. lipnja održala je koncert na godišnjem festivalu Download Festival u Ujedinjenom Kraljevstvu na pozornici Pepsi Max Stage. Nakon njezinog je nastupa Phil Anselmo, pjevač sastava Down, nastupio u Ghostovoj majici i pozvao tri Ghostova člana da mu se pridruže na glavnoj pozornici, na kojoj su zajedno izveli Downov hit "Bury Me in Smoke". Kad je Down završio svoj koncert, gitare i bubnjeve svirali su članovi Ghosta.
Ghost se pojavio na turneji "Defenders of the Faith III" s Triviumom, In Flamesom i Rise to Remainom na njihovim koncertima koji su se održavali u Ujedinjenom Kraljevstvu i u Europi. Grupa je zatim otišla na svoju prvu američku turneju, "13 Dates of Doom", koju je započela u New Yorku 18. siječnja 2012. i završila u Los Angelesu 2. veljače. Ghost se pridružio Mastodonu i Opethu kao predgrupa na sjevernoameričkoj turneji Heritage Hunter Tour, koja je trajala od travnja do svibnja 2012. godine. Početkom 2012. godine bezimeni je zloduh komentirao da je skupina završila sa skladanjem svojeg drugog albuma.

### Infestissumam
Ghost je 15. prosinca 2012. godine održao poseban koncert u svojem rodnom gradu, Linköpingu, u kojem je izveo novu pjesmu pod imenom "Secular Haze". Ta je pjesma ranije isti dan bila objavljena na internetu, kao i njegova obrada Abbine skladbe "I'm a Marionette". Tijekom istog je nastupa predstavio Papu Emeritusa II. kao nasljednika frontmena Pape Emeritusa, za kojeg se vjeruje da je ista osoba koja samo utjelovljuje drugi lik. Sastav je 20. prosinca najavio kako će njegov drugi album, Infestissumam, biti objavljen početkom 2013. godine. U Sjevernoj Americi objavio ga je Loma Vista Recordings u partnerstvu s Republic Recordsom, odjeljkom Universal Music Groupe, čime je to bio prvi Ghostov album koji je objavila veća diskografska kuća.
Skupina je 5. veljače 2013. najavila kako na prostoru SAD-a mijenja ime u "Ghost B.C." iz pravnih razloga. Bezimeni je zloduh izjavio: "B.C. je očito igra riječima vezana uz ‘prije Krista’, ali to je samo manja dopuna. U našem ćemo se svijetu zvati samo Ghost ... B.C. se ne izgovara i, čim prije uzmognemo, zauvijek ćemo ga maknuti." Službeno je maknuo dopunu iz svojeg imena 2015. godine.
Obožavatelji skupine mogli su 12. ožujka preko interneta čuti novu pjesmu "Year Zero" ako bi podržali sastav na Facebooku i odobrili glasovanje u kojem se glasalo da pjevač postane novi papa Katoličke crkve. Infestissumam je izvorno u SAD-u trebao biti objavljen 9. travnja, ali sastav nije mogao pronači američku tvrtku koja bi proizvela CD. Četiri američke tvrtke za proizvodnju CD-a odbile su suradnju jer je naslovnica za deluxe inačicu albuma bila opisana kao "ilustracija iz 16. stoljeća koja prikazuje orgiju." Umjesto da odgodi album i dalje, grupa je za deluxe izdanje odlučila iskoristiti naslovnicu normalne verzije albuma za američko tržište i izjavila kako će novi datum objave biti 16. travnja. Svi su europski primjerci i američke gramofonske inačice albuma sadržavali kontroverznu ilustraciju. Ghost je započeo svoju turneju "Haze Over North America" 12. travnja na festivalu Coachella, a sama se turneja sastojala od dvadesetak koncerata širom SAD-a i Kanade te je završila 18. svibnja.
Ghost je 2013. otišao na veliku svjetsku turneju i nastupio na nekolicini glazbenih festivala, uključujući Download i švedski Metaltown. Dana 27. srpnja sastav je otišao na šestodnevnu turneju s predgrupom Skeletonwitch. Naziv te turneje bio je "Still Hazing over North America Tour", što je označivalo nastavak ranije turneje. Završila je u Chicagu na festivalu Lollapalooza. Ubrzo nakon toga Ghost je otišao na južnoameričku turneju kao predgrupa skupinama Iron Maiden i Slayer; ova je turneja uključivala i nastup na Rock in Riju. Ghost je u listopadu bio predgrupa Avenged Sevenfoldu i Deftonesu na njihovoj američkoj turneji. U studenom je sastav otišao na turneju po Ujedinjenom Kraljevstvu s Alice in Chainsom.
Grupa je 20. studenog 2013. objavila EP If You Have Ghost, koji se sastojao gotovo isključivo od obrada. Njegov je producent bio Dave Grohl, poznat kao član skupina Nirvana i Foo Fighters. Krajem 2013. Ghost se vratio u Švedsku prije nego što je otišao na australsku turneju početkom 2014., nakon koje je uslijedila skandinavska turneja. Sastav je 18. siječnja 2014. osvojio nagradu Grammis za najbolji hard rock/metal album za Infestissumam. Tada je pošao na turneju "Tour Zero Year 2014", koja je trajala od 17. travnja do 17. svibnja u Sjevernoj Americi. U srpnju je iste godine nastupio na europskom festivalu Sonisphere.

### Meliora
Ghostov treći studijski album, Meliora, bio je objavljen 21. kolovoza 2015. U reklami za album koja je 28. svibnja bila prikazana na programu VH1 Classic bilo je objavljeno da je Papa Emeritus II. "dobio otkaz" i da je njegov nasljednik, Papa Emeritus III., njegov tri mjeseca mlađi brat. Skladba "Cirice" mogla se 31. svibnja besplatno preuzeti sa službene stranice skupine i osvojila je nagradu Grammy za najbolju metal izvedbu 2016. godine. Papa Emeritus III. službeno se prvi put pojavio na koncertu u Linköpingu 3. lipnja 2015., kad je grupa svirala nove pjesme s nadolazećeg albuma.
Promidžba albuma započela je u kolovozu petodnevnom akustičnom turnejom pod imenom "Unholy/Unplugged" i održavala se u prodavaonicama albuma diljem SAD-a. Tijekom nje Papa Emeritus III. nije nosio svoju tipičnu mitru nego je zalizao kosu i nastupio s dva bezimena zloduha koji su svirali gitare; kasnije im se pridružio svirajući kazoo. Američka turneja "Black to the Future" započela je 22. rujna i trajala je sve do 1. studenog. Ubrzo nakon nje uslijedila je istoimena europska turneja koja je trajala do 21. prosinca, a nakon nje sastav je otišao na britansku i još dvije američke turneje koje su se održale u proljeće i sredinom ljeta 2016. godine.
Sastav je 12. rujna 2016. godine na radijskoj emisiji objavio novu pjesmu, "Square Hammer", a novi je EP, Popestar, bio objavljen 16. rujna, na dan kad je započela turneja Popestar Tour. Nakon što je sjevernoamerička turneja završila 12. studenog, istoimena je europska turneja započela krajem ožujka i završila krajem travnja 2017. Ghost je bio predgrupa Iron Maidenu na njegovoj sjevernoameričkoj turneji od lipnja do srpnja 2017. godine. Bezimeni je zloduh izjavio da će skupina, nakon završetka turneje, započeti sa skladanjem i snimanjem novog albuma koji će biti puno mračniji od Meliore, a pjevač grupe kasnije je potvrdio da će četvrti album biti objavljen 2018. godine.
Početkom 2017. godine četiri su bivša člana Ghosta, Simon Söderberg, Mauro Rubino, Martin Hjertstedt i Henrik Palm, tužili pjevača Tobiasa Forgea zbog spora o podjeli tantijema. Njih četvorica podnijela su tužbu linkopinškom okružnom sudu u Švedskoj i optužila Forgea, koji je rukovodio poslovanjem grupe, za uskraćivanje financijskih informacija i plaća drugim članovima. Bivši su članovi također izjavili: "Naš pjevač i nekadašnji prijatelj sad pokušava na nepošten i besraman način promijeniti Ghost iz sastava u samostalni projekt s plaćenim glazbenicima." Forge je komentirao da između njega i ostalih članova nikad nije postojalo "pravno partnerstvo"; bila im je isplaćena ugovorena plaća kako bi nastupili i uklopili se u imidž skupine, što bi i naložio "plaćenim glazbenicima". Također je izjavio da Ghost smatra samostalnim projektom, "iako to nikad nisam htio, ali stvari ipak stoje tako. Započeo sam ga 2006. godine, a nitko tko je bio u grupi 2016. godine nije nastupio na prvom albumu. Ako želite, zovite ga samostalnim, ali ja ga samo zovem projektom."
Sastav je 24. kolovoza 2017. godine objavio glazbeni spot za pjesmu "He Is" s albuma Meliora. Premijerno je bio prikazan dan prije u kafiću Saint Vitus Bar u New York Cityju. Skupina je 8. prosinca 2017. digitalnim putem objavila svoj prvi koncertni album, Ceremony and Devotion, a njegove su CD i gramofonske inačice bile objavljene 19. siječnja 2018. godine.

### Prequelle
Ghost je 13. travnja 2018. godine objavio novi singl "Rats", kao i njegov glazbeni spot. Na ovom se izdanju sastava prvi put pojavio "novi" frontmen, Cardinal Copia. K tome, skupini se pridružio novi lik, saksofonist Papa Nihil, te je tako Ghost postao septet. Dana 1. lipnja 2018. godine skupina je objavila svoj četvrti studijski album, Prequelle. Druga pjesma s albuma, "Dance Macabre", bila je objavljena 17. svibnja (prije samog albuma), ali je kasnije bila objavljena i kao drugi singl s uratka.
Kako bi podržao album, Ghost je otišao na turneju Rats! On The Road diljem SAD-a koja je trajala od 5. svibnja do 1. lipnja. Bio je predgrupa Guns N' Rosesu 19. srpnja 2018. u Oslu, Norveškoj.
Ghost je započeo turneju A Pale Tour Named Death 9. rujna 2018. godine nastupom u Royal Albert Hallu u Londonu, Engleskoj. Istoimena sjevernoamerička turneja počela je u jesen te godine te je na njoj Ghost nastupio kao glavni izvođač u Los Angelesu i New York Cityju. Istoimena europska turneja za početak 2019. godine bila je najavljena 10. rujna 2018. godine. U ožujku 2019. grupa je nastupila na festivalu Download u Australiji i Japanu. Naknadno je bilo objavljeno da će Ghost od svibnja do kolovoza 2019. godine biti predgrupa Metallici na njezinoj turneji WorldWired Tour. Dana 1. travnja 2019. bilo je objavljeno da će Ghost otići na drugu sjevernoameričku turneju u jesen 2019. godine i da će mu predgrupa biti Nothing More.
Skupina je 17. listopada 2018. objavila glazbeni spot za pjesmu "Dance Macabre".

## Članovi sastava

### Tematika
- Tobias Forge – vokali (2006. – danas)
  - Papa Emeritus – vokali (2006. – 2012.)
  - Papa Emeritus II. – vokali (2012. – 2015.)
  - Papa Emeritus III. – vokali (2015. – 2017.)
  - Cardinal Copia – vokali (2018. – danas)
- Bezimeni zlodusi – svi instrumentalisti:
  -  Vatra (prije znan i kao Alfa) – solo gitara i prateći vokali
  -  Voda – bas-gitara
  -  Zrak – klavijature
  -  Zemlja – bubnjevi
  -  Eter (prije znan i kao Omega) – ritam gitara i prateći vokali
- Papa Nihil – saksofon (2018. – danas)

Članovi Ghosta imitiraju katoličku crkvu, ali su izvrnuli imidž kako bi slavili Sotonu umjesto Presvetog Trojstva. Svaki od bezimenih zloduha predstavlja jedan od pet elemenata; vatru, vodu, zrak, zemlju i eter i nosi svoj alkemijski simbol na instrumentu. U vrijeme albuma Meliora svi su kostimi bezimenih zloduha na području desne grudi imali ušivene sve elementalne simbole, a isticao se elementalni simbol koji je identificirao svakog zloduha.

### Papa Emeritus
| Izvorni Papa Emeritus (lijevo) 2012., Papa Emeritus II. (u sredini) 2013. i Papa Emeritus III. (desno) 2016. godine. |  | Izvorni Papa Emeritus (lijevo) 2012., Papa Emeritus II. (u sredini) 2013. i Papa Emeritus III. (desno) 2016. godine. |  | Izvorni Papa Emeritus (lijevo) 2012., Papa Emeritus II. (u sredini) 2013. i Papa Emeritus III. (desno) 2016. godine. |
| Izvorni Papa Emeritus (lijevo) 2012., Papa Emeritus II. (u sredini) 2013. i Papa Emeritus III. (desno) 2016. godine. |  | |  | |

Pjevač grupe portretira njenu maskotu, sotonističkog svećenika pod imenom Papa Emeritus. Postojala su četiri različita lika koja su se koristila imenom Papa Emeritus. Prvi je predstavio drugog Papu Emeritusa 12. prosinca 2012. u Linköpingu. Drugi je Papa Emeritus 3. lipnja 2015. predstavio svojeg mlađeg brata kao novog Papu Emeritusa, također u Linköpingu, nakon što je "dobio otkaz" jer nije izvršavao svoju obvezu svrgavanja vlada i crkava. Papa Emeritus II. navodno je od Pape Emeritusa III. stariji tri mjeseca. Tijekom nastupa u Göteborgu 30. rujna 2017. dva su muškarca odvela Papu Emeritusa III. s pozornice i na nju doveli novi lik, Papu Emeritusa 0, kako bi publici izložio novi podvig skupine. Papa Emeritus 0 znatno je stariji od prethodnih Papa te se na pozornici koristio hodalicom i spremnikom kisika dok je hodao. Sastav je 19. siječnja 2018. podijelio videozapis koji je vodio do njegove stranice na Instagramu promovirajući svoj koncertni album Ceremony and Devotion. Na videozapisu se pojavljuje lik koji sluša album na Stereo 8 vrpci i kritizira vokalne sposobnosti Pape Emeritusa III. Njegovo je lice skriveno, ali je vidljivo da nosi crveno odijelo, slično onome koje nose kardinali. Sve inačice Pape Emeritusa utjelovljuje isti pjevač.
Peter Hällje, koji je nekada bio u zasebnom sastavu s Martinom Persnerom, nekadašnjim članom Ghosta, izjavio je da je dizajnirao lik Pape Emeritusa 2005. godine, prije nego što je Ghost nastao. Hällje nikad nije nastupio kao Papa Emeritus i dozvolio je da Persner iskoristi lik za svoju tada novu grupu. Forge je kasnije potvrdio njegove tvrdnje.

### Cardinal Copia
U travnju 2018. bilo je objavljeno da će "novi vođa" Ghosta biti Cardinal Copia, koji je sa skupinom prvi put nastupio 6. travnja na privatnom akustičnom koncertu; on nije dio loze Papa Emeritusa. Umjesto toga, Forge je izjavio da je situacija sličnoj onoj Ratovima zvijezda: "Uvijek postoje dvojica, učitelj i učenik... A ako on dobro obavi posao, onda će zaslužiti i svoje boje za lice."
Kako bi reklamirao svoju američku turneju za 2018. godinu, sastav je objavio videozapis u kojem su sva tri Pape Emeritusa bila ubijena, a njihova tijela balzamirana. U intervjuu koji je bio održan idući mjesec Forge je komentirao da će, za razliku od prijašnjih Ghostovih frontmena, Cardinal Copia biti prisutan oko pet godina. Skupina je najavila Papu Nihila, prvog njezinog člana osim Forgea čiji je lik dobio ime. Izvorno predstavljen kao Papa Emeritus Zero, Nihil je predak svih prethodnih Papa Emeritusa te je nakon "smrti" svojih nasljednika trenutno jedini preživjeli član loze Papa Emeritusa.

### Identiteti
Anonimnost je glavna Ghostova karakteristika; članovi nisu javno objavili svoja imena, a petero instrumentalista sastava naziva se jednostavno "bezimenim zlodusima" (u originalu "Nameless Ghouls"). Pri davanju autograma bezimeni zlodusi na robu otisnu svoj alkemijski simbol, a Papa Emeritus potpisuje svojim umjetničkim imenom ili inicijalima "P.E." Jedan je zloduh izjavio da članovi grupe nisu odlučili ostati anonimni kako bi dobili pozornost, već kako bi se njihova publika usredotočila na samu umjetnost. Također je komentirao: "Da glazba nije dobra, sumnjam da bi ljudi baš bili zaluđeni našim izgledom". Bezimeni je zloduh 2011. godine izjavio: "Često nas se miješa s roadiejima, što nam dosta pomaže. Nekoliko smo puta skoro bili izbačeni iz prostora u kojima smo nastupali. Velik problem nastaje kad zaboravimo svoje propusnice za backstage." Početkom 2012. član je skupine komentirao da uživa u činjenici što je individualac i da se jednostavno može "predstaviti vanjskome svijetu" kad god to zaželi. Zloduh je 2013. godine izjavio da su članovi skupine počeli otkrivati svoje članstvo u njoj svojim prijateljima i obitelji "radi mira u kući".
U intervjuu s Jackom Osbourneom koji se održao u emisiji Fuse News u kolovozu 2013. godine, član sastava izjavio je da se Dave Grohl maskirao u bezimenog zloduha i u tajnosti nastupio s Ghostom. Bezimeni je zloduh u travnju 2014. otkrio da je sastav tijekom svojeg postojanja promijenio nekoliko članova.
Švedska udruga za zaštitu izvođačkih prava navodi Tobiasa Forgea, pjevača švedskih grupa Subvision i Repugnant i bivšeg gitarista skupine Crashdïet (pod umjetničkim imenom Mary Goore u potonjim dvama projektima), kao autora pjesama pod pseudonimom "Zloduh Pisac" ("A Ghoul Writer"). Sve skladbe sastava pripisuju se Zloduhu Piscu, zbog čega se počelo pretpostavljati da je Forge Papa Emeritus. Ghost je izjavio da neće komentirati nikakve glasine o identitetima svojih članova. Nakon tužbe iz 2017. godine ispostavilo se da Forge ipak utjelovljuje lik Pape Emeritusa.
Švedski je glazbenik Martin Persner, član grupe Magna Carta Cartel, u ožujku 2017. godine u kratkom videozapisu izjavio da je bio Ghostov ritam gitarist pod pseudonimom Omega od 2009. do srpnja 2016. godine. Taj je događaj označio prvi put da je netko javno priznao da je bio član Ghosta. Nekoliko mjeseci nakon Persnerove izjave sastavu se pridružila nova basistica, za koju se pretpostavljalo da je Megan Thomas, basistica skupine Lez Zeppelin; tu je pretpostavku kasnije potvrdio sam Forge. Tužba protiv Forgea u travnju 2017. koju su podnijela četiri bivša člana otkrila su njihova imena, kao i imena nekolicine drugih bivših članova. Upitan o potpunoj promjeni postave krajem 2016. godine, Forge je komentirao da je Ghost "uvijek bio neka vrsta… neka vrsta sastava kao što je Bathory u kojem postoje koncertni glazbenici, a ti koncertni glazbenici nisu nužno oni koji sviraju na albumima."
| Poznati bivši članovi |
| - Martin Persner – ritam gitara, Eter a.k.a. Omega (2010. – 2016.) - Simon Söderberg – solo gitara, Vatra a.k.a. Alfa (2010. – 2016.) - Mauro Rubino – klavijature, Zrak/Vjetar (2011. – 2016.) - Martin Hjertstedt – bubnjevi, Zemlja (2014. – 2016.) - Henrik Palm – ritam gitara, Eter (2015. – 2016.) - Gustaf Lindström – bas-gitara (2010. – 2011.) - Aksel Holmgren – (2010. – 2014.) - Rikard Ottoson – (2011. – 2014.) - Linton Rubino – (2014. – 2015.) - Megan Thomas – (2016.) |

## Glazbeni stil
Ghostovu se glazbu kategorizira u mnoge žanrove, iako skupinu kritičari uglavnom svrstavaju u heavy metal, doom metal, hard rock i u manjoj mjeri progresivni i psihodelični rock. Adrien Begrand iz PopMattersa izjavio je da Ghost podsjeća na "rani zvuk Black Sabbatha, Pentagrama i Judas Priesta, kao i na progresivni i psihodelični rock kasnih 60-ih." U intervjuu s Noisey.comom bezimeni je zloduh opisao Ghost kao black metal skupinu u tradicionalnom smislu, ali je dodao da vjerojatno ne udovoljava kriterijima trenutne black metal scene. Taj je bezimeni zloduh opisao Ghostovu glazbu kao mješavinu popa i death metala.
U jednom je intervjuu bezimeni zloduh izjavio da sastav inspirira "sve od klasičnog rocka, preko ekstremnih podzemnih metal sastava iz 1980-ih pa sve do filmske glazbe i veličanstvenosti osjećajne harmonične glazbe." Član grupe izjavio je da je na nju uvelike utjecao švedski i skandinavski black metal pokret koji je nastao početkom 1990-ih te je komentirao da se svaki član bavio metal glazbom u prošlosti. Međutim, skupina je nekoliko puta napomenula da ne pokušava biti metal sastav. Za svoj se drugi album Ghost odlučio posvetiti raznovrsnijim skladateljskim tehnikama; član je izjavio: "Namjerno smo se trudili da svaka pjesma bude nešto posebno." Samo nekolicina članova doista piše pjesme. Autori skladaju akustičnu shemu skladbi prije nego što im daju instrumentaciju kako bi zvučale više kao grupni rad nego kao pjesme kojima dominira gitara. Forge je 2017. godine izjavio da je bio glavni autor svake pjesme osim skladbi "Year Zero" i "Zenith", koje je osmislio Persner. Upitan kako Ghostov zvuk ostaje netaknut usprkos mnogim promjenama u postavi, Forge je izjavio da mora učiti članove da sviraju kao on; komentirao je da iako je dobar gitarist, samo je "okej" bubnjar, basist i klavijaturist. Prema njegovim riječima, ključ je u tome da "zajedno sviraju gore nego što bi trebali."
Ghost - Year Zero

Tekstovi njegovih pjesama su sotonistički; jedan je zloduh komentirao: "Prvi album uglavnom na biblijski način govori o predstojećem Sotoninom dolasku, otprilike kako crkva govori da se bliži Sudnji dan. [Infestissumam] govori o prisutnosti Đavla i Antikrista." Međutim, skupina je nekoliko puta napomenula da je njen imidž ironičan, navodeći: "Nismo ratoborni. Mi smo grupa zabavljača." Infestissumam se također bavi time "kako se ljudi povezuju s božanstvom ili Bogom, temama poput podčinjenosti i praznovjerja, hororima religioznosti." Dodatno je bezimeni zloduh komentirao da drugi album govori o tome "kako čovječanstvo, uglavnom muškarci, percipira prisutnost Đavla kroz povijest i danas. I upravo zato je album toliko nošen seksualnim temama i ženama ...  inkviziciju su uglavnom činili muškarci koji su optuživali žene da su Đavao samo zato što su se palili na njih." Na teatralnost sastava utjecali su Kiss, David Bowie i Alice Cooper, ali je jedan njegov član komentirao da je više na njega utjecao Pink Floyd. Zloduh je kasnije naveo Death SS kao utjecaj na imidž, ali ne na glazbu.

## Kontroverze
Ghostova je sotonistička tematika bila problematična za grupu, poglavito u SAD-u. Tijekom snimanja albuma Infestissumam u Nashvilleu, sastav nije mogao naći zbor koji bi pjevao njegove tekstove, zbog čega je zborske vokale morao snimiti u Hollywoodu. Grupa u SAD-u nije mogla pronaći proizvođača CD-a koji bi izradio album jer je njegova naslovnica sadržavala golotinju, zbog čega je njegova objava bila odgođena. Kad je jedan voditelj intervjua pretpostavio da je glazba skupine postala "prijateljski nastrojena prema radiju" i da je ušla u glavnu struju SAD-a, bezimeni je zloduh izjavio da se u SAD-u njegova glazba nije smjela prodavati u velikim lancima trgovina i da se nije puštala na većini kasnonoćnih emisija i komercijalnijim radiostanicama. Komentirao je: "Stoga da, glavna struja Amerike nas u potpunosti prima raširenih nogu." Tijekom intervjua s Loudwireom u listopadu 2015., član skupine je izjavio da je iste godine SAD počeo bolje prihvaćati njegovu glazbu i imidž, što je kasnije potvrdio njegov nastup kao glavnog glazbenog gosta u emisiji The Late Show with Stephen Colbert koji se održao 30. listopada 2015., tijekom epizode u duhu Noći vještica. Ovo je bio prvi Ghostov nastup na televiziji u SAD-u.
Kuma's Corner, čikaški heavy metal restoran, u svoj je meni dodao hamburger pod imenom "The Ghost" koji je posvetio skupini. Sastoji se od kozje lopatice, umaka od crnog vina i hostije. Lokalne su katoličke institucije nazvale burger "neukusnim" i zatražili da ga Kuma's Corner makne s menija. Vlasnik je restorana prihvatio kontroverze i izjavio da poštuje religiju, ali da ga neće maknuti, citirajući prvi amandman. Kako bi pokazao da poštuje različita mišljenja, donirao je 1500 dolara katoličkim dobrotvornim organizacijama čikaške nadbiskupije.

## Značajnije turneje
- Heritage Hunter Tour
- Popestar Tour
- Rats! On the Road 2018

## Diskografija
Studijski albumi
- Opus Eponymous (2010.)
- Infestissumam (2013.)
- Meliora (2015.)
- Prequelle (2018.)
- Impera (2022.)
- Skeletá (2025.)

EP-ovi
- If You Have Ghost (2013.)
- Popestar (2016.)

Koncertni albumi
- Ceremony and Devotion (2017.)